# Lac Descartes
Pour les articles homonymes, voir Descartes (homonymie).
Le lac Descartes est un lac situé à l'ouest de la Grande Terre, l'île principale des Kerguelen dans les Terres australes et antarctiques françaises.

## Géographie

### Situation
Le lac Descartes est situé à l'extrémité occidentale de la Grande Terre, au sud-ouest du glacier Descartes et de la calotte Cook, à l'extrémité sud de la presqu'île des Lacs. Il s'est formé avec le recul du front du glacier homonyme dans la plaine des Moraines, qui historiquement allait pratiquement jusqu'à l'océan Indien. Il est toujours alimenté directement par l'épanchement en amont du glacier depuis la paroi d'environ 150 m qui le surplombe.
De forme allongée, il s'étend sur environ 2,5 km de longueur et 1,3 km de largeur maximales et est situé à environ 30 m d'altitude au pied du glacier Descartes. Son émissaire, récent, est la rivière Descartes qui s'écoule dans la plaine des Moraines sur environ 2,5 km avant de se jeter dans l'océan Indien au niveau de la plage des Lions Marins dans la baie du Melissas, une sous-division de la baie Bretonne.

### Toponyme
Le lac doit son nom à la présence du glacier homonyme qui l'alimente et porte le nom du mathématicien et philosophe René Descartes. La commission de toponymie des îles Kerguelen qui avait confirmé, en 1967, le nom du glacier Descartes attribué par Raymond Rallier du Baty en 1908 n'avait pas donné de nom au lac qui n'existait alors pas sur le terrain.